# Imotski
Imotski (en italien : Imoschi) est une ville et une municipalité croate située dans le Zagora et le comitat de Split-Dalmatie.

## Géographie
Imotski est située dans une région karstique, marquée notamment par deux phénomènes exceptionnels : le lac Bleu (Modro jezero ou Plavo jezero en croate) et le lac Rouge (Crveno jezero en croate).

## Histoire
Depuis le congrès de Vienne en 1815 jusqu'en 1918, la ville fait partie de la monarchie autrichienne et plus précisément de l'empire d'Autriche ou Cisleithanie après le compromis de 1867), chef-lieu du district de même nom, l'un des 13 Bezirkshauptmannschaften en Dalmatie. Le nom italien Imoschi seul est en usage avant 1867.

## Démographie et localités
Au recensement de 2001, la municipalité comptait 10 213 habitants, dont 95,51 % de Croates et la ville seule comptait 4 347 habitants.
La municipalité d'Imotski compte six localités :

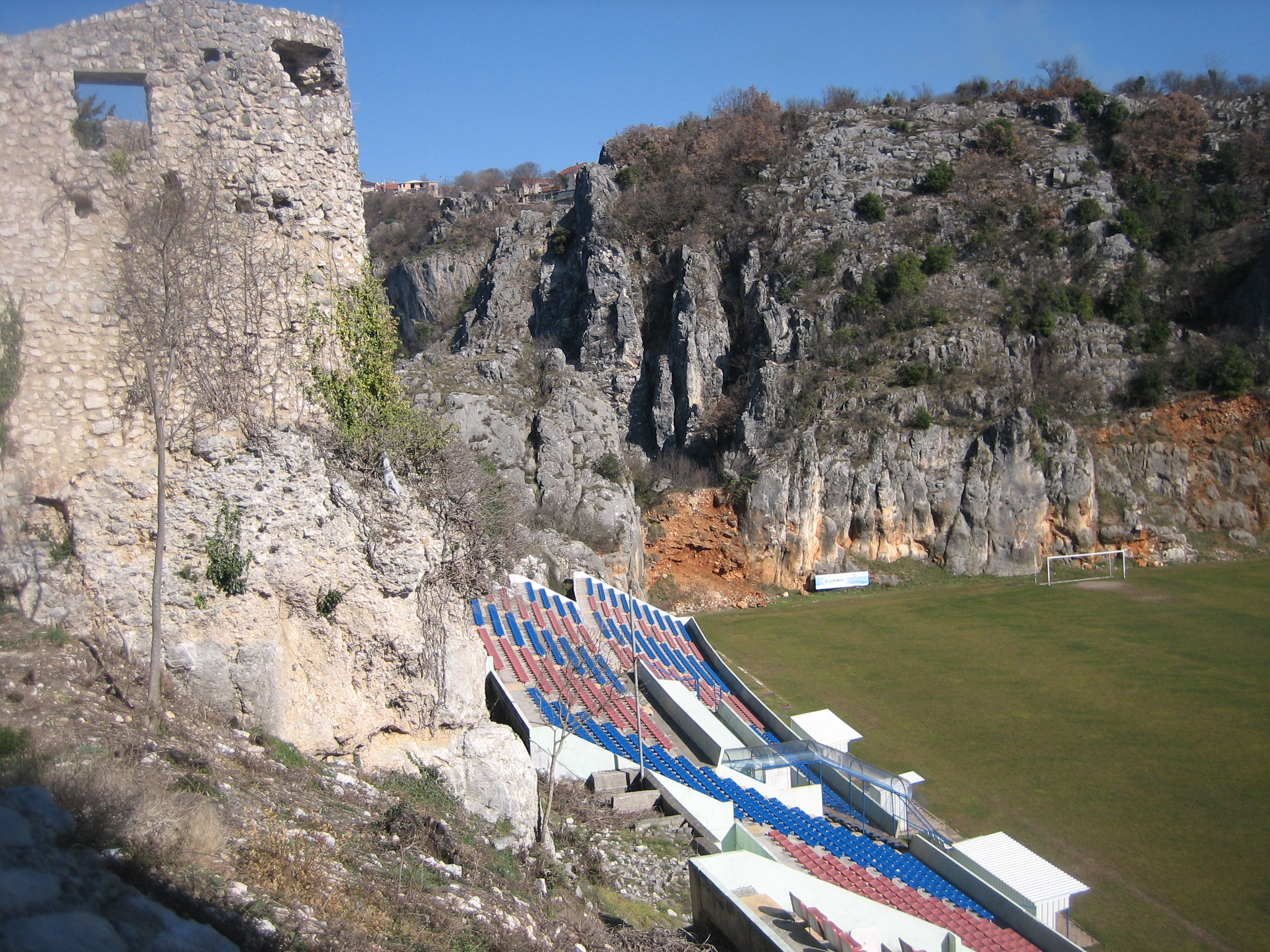
Le stade Gospin Dolac à Imotski

| - Donji Vinjani - Glavina Donja - Glavina Gornja | - Gornji Vinjani - Imotski - Medvidovića Draga |